# فرودگاه شهری سوزان ویل
فرودگاه شهری سوزان ویل (به انگلیسی: Susanville Municipal Airport) یک فرودگاه همگانی با کد یاتا SVE است که یک باند فرود آسفالت دارد و طول باند آن ۱۲۳۴ متر است. این فرودگاه در کشور ایالات متحده آمریکا قرار دارد و در ارتفاع ۱۲۶۴٫۶ متری از سطح دریا واقع شده است.